# 大蒲原駅
大蒲原駅（おおかんばらえき）は、新潟県中蒲原郡村松町（現、五泉市）にあった蒲原鉄道（蒲原鉄道線）の駅。

## 歴史
- 1930年（昭和5年）7月22日：東加茂 - 村松間 (15.2 km) 延伸開業と同時に開業。
- 1985年（昭和60年）4月1日：加茂 - 村松間の廃線により廃駅となる。

## 駅構造
島式ホーム1面2線と貨物用線路1線を有する地上駅。小さいながらも駅舎を有する有人駅であったが、廃止時には既に無人化されていた。
列車交換が行える設備を持っていたが、運用はされていなかった。

## 跡地

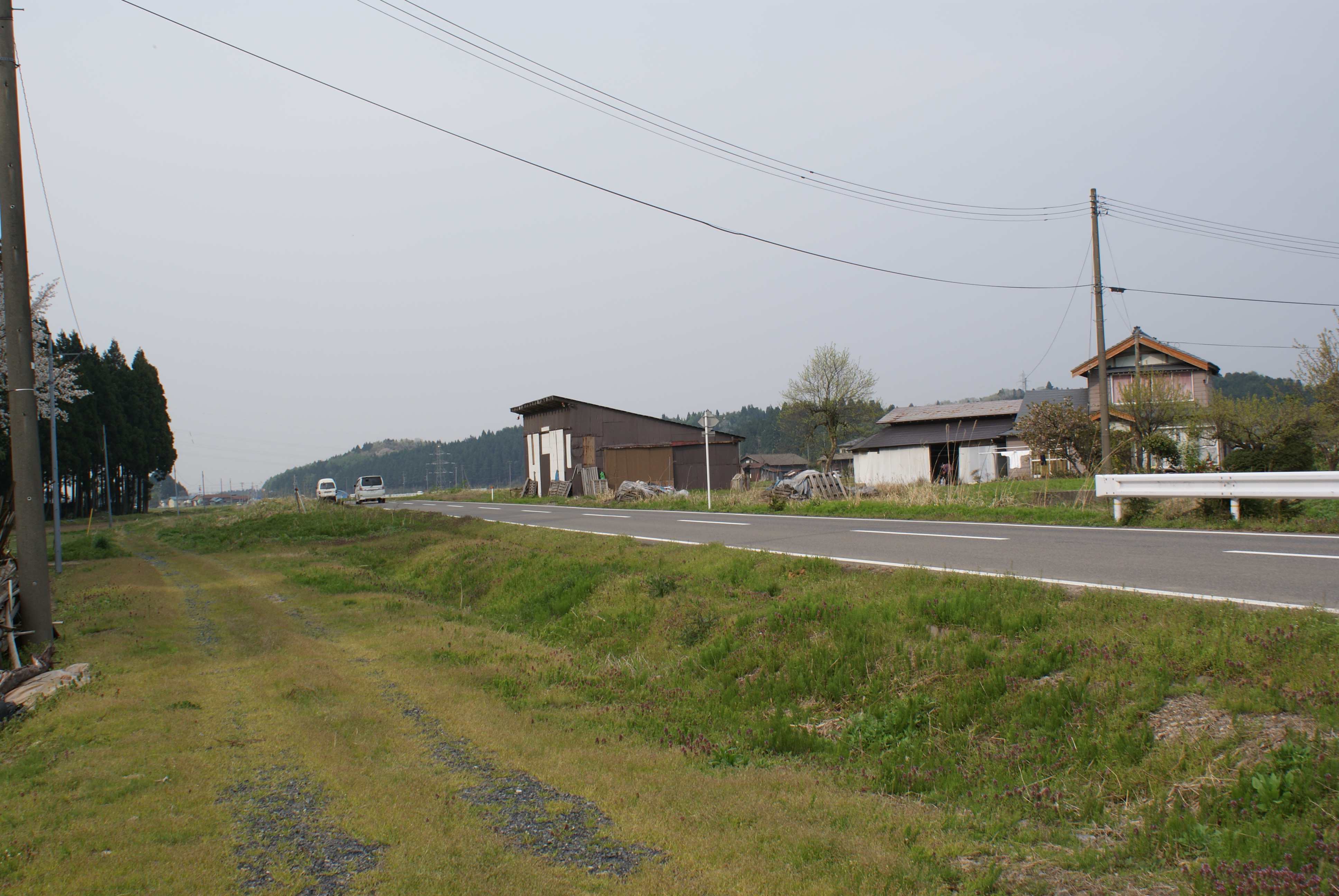
駅跡（2008年4月）
斜め屋根の小屋の辺りに駅舎があり、農道が回り込んでいる内側が島式ホームのあった敷地。

廃線後、現在は国道路線に整備されたため、痕跡を探すのは難しくなっている。

## 隣の駅
蒲原鉄道
蒲原鉄道線
高松駅 - 大蒲原駅 - 寺田駅